# Kongsøyna
Kongsøyna est une île dans le landskap Sunnhordland du comté de Vestland. Elle appartient administrativement à Lindås.

## Géographie
Rocheuse et couverte d'une légère végétation, elle s'étend sur environ 544 m de longueur pour une largeur approximative de 108 m. 